# Wappen der Litauischen SSR
Das Wappen der Litauischen SSR gab es von 1940 bis 1990, in der Zeit des Bestehens der Litauischen SSR als Teilrepublik der Sowjetunion.
Das Wappen hat eine runde Form. Im oberen Teil ist ein roter Stern abgebildet, der die Zugehörigkeit zum Kommunismus und die Hand des befreiten Menschen der klassenlosen Gesellschaft darstellen soll. Links und rechts des Wappens umschlingen Weizenähren und grüne Sträucher die Mitte des Wappens.
In der Mitte in Gold Hammer und Sichel, die als Symbol für die kommunistische Staatspolitik stehen.
Unter Hammer und Sichel  befindet sich eine aufgehende strahlende goldene Sonne. 
Die Weizenähren werden im unteren Teil durch ein rotes Band bedeckt. Dieses ist mit dem Motto Proletarier aller Länder, vereinigt euch! in litauischer und russischer Sprache beschrieben (Visų šalių proletarai, vienykitės! / Пролетарии всех стран, соединяйтесь!).  
An der Überkreuzung der Weizenähren, durch das Band umschlungen, steht in lateinischen Buchstaben LTSR (Abkürzung für litauisch Lietuvos Tarybų Socialistinė Respublika, deutsch „Litauische Sozialistische Sowjetrepublik“).
Am 10. April 1990 wurde es durch das neue Wappen Litauens ersetzt.